# Rádfalva
Rádfalva je selo u južnoj Mađarskoj.
Zauzima površinu od 12,88 km četvornih.

## Zemljopisni položaj
Nalazi se na 45° 51' 35" sjeverne zemljopisne širine i 18° 7' 33" istočne zemljopisne dužine, 7 km sjeverno od Drave i granice s Republikom Hrvatskom.
Korša je 2 km zapadno-sjeverozapadno, Edsemartin je 4,5 km sjeverozapadno, Pabac (Babac) je 3 km sjeverno, Visov je 2 km sjeveroistočno, Marva je 3 km istočno, Sredalj je 2,5 km jugoistočno, Drávacsepely je 1,5 km južno-jugoistočno, Drávapiski je 2 km, a Kémes 3 km jugozapadno, a Adorjás je 4 km zapadno-jugozapadno.

## Upravna organizacija
Upravno pripada Šikloškoj mikroregiji u Baranjskoj županiji. Poštanski broj je 7817, a susjedna koja upravno pripadaju Rádfalvi su na poštanskom broju 7846. 

## Povijest
Rádfalvu (Rád, Drávarád) povijesni izvori prvi put spominju 1077. pod imenima Drawa, Draua.
Mađarski kralj Ladislav I. Sveti je dao posjede s 200 kuća pečvarskoj opatiji. Nalazili su se na dravskoj ravnici.

## Stanovništvo
Rádfalva ima 229 stanovnika (2001.). Mađari su većina. Roma je 7,6&, Nijemaca je nešto manje od 2% te ostali. Rimokatolika je 70%, kalvinista je 18%, luterana je 2% te ostali.

## Vanjske poveznice
- Rádfalva na fallingrain.com